# Summer 2021
Summer 2021 (o Summer '21) es el cuarto álbum recopilatorio lanzado en temporada vacacional o de verano distribuido por el sello Reach Records. El álbum contó con la participación de nuevos talentos del sello discográfico como Wande, Hulvey, Whatuprg, y el regreso de Trip Lee, ausente en las primeras tres ediciones. Contiene la remezcla de «La Fiesta», sencillo originalmente del álbum Sin Vergüenza e interpretado por Lecrae y Funky, esta vez con Redimi2 y Alex Zurdo.

## Promoción y lanzamiento
Como ya acostumbra a hacerlo, Reach anunció la lista de canciones antes del lanzamiento del álbum a las plataformas, generando revuelo el regreso de Trip Lee y Tedashii al proyecto discográfico. Como continuación a su anterior proyecto, Reach lanza en 2021 su recopilatorio de verano, donde se incluyeron los sencillos Don’t Worry Bout It, High School Never Really Ends, Team y la remezcla del sencillo La Fiesta.

## Lista de canciones
| #  | Título                        | Intérprete (s)                                                         |
| 1  | Don’t Worry Bout It           | Wande & Porsha Love                                                    |
| 2  | Rollercoaster                 | 1K Phew                                                                |
| 3  | Down Too Long                 | Reece Lache’ & BigBreeze                                               |
| 4  | Run It Up                     | IMRSQD                                                                 |
| 5  | Moshpit                       | 116, Jaye Newton, & Not Klyde                                          |
| 6  | Hectic                        | 116 & TJ Carroll feat. Hulvey                                          |
| 7  | High School Never Really Ends | Jude Barclay                                                           |
| 8  | Team                          | indie tribe feat. nobigdyl., Jon Keith, Mogli the Iceburg, DJ Mykael V |
| 9  | Teslar                        | BigBreeze & Hulvey                                                     |
| 10 | Everyday                      | Lecrae, Jidenna, & Limoblaze                                           |
| 11 | Never Give Up                 | 116, Paul Russell, & Tedashii                                          |
| 12 | Holupwait                     | Lecrae                                                                 |
| 13 | You Got It                    | Trip Lee                                                               |
| 14 | Lights in the City            | Tedashii                                                               |
| 15 | 70 Degrees                    | Miles Minnick, George.Rose & Porsha Love                               |
| 16 | La Fiesta (Remix)             | 116 feat. Lecrae, Funky, Alex Zurdo y Redimi2                          |

## Vídeos oficiales
- Don't Worry Bout It - Wande & Porsha Love
- Team - indie tribe feat. nobigdyl., Jon Keith, Mogli the Iceburg, DJ Mykael V, 116
- High School Never Really Ends - Jude Barclay
- 70 Degrees - Miles Minnick, George.Rose, & Porsha Love